# One Life (film 2011)
One Life è un documentario naturalistico del 2011 diretto da Michael Gunton e Martha Holmes.
La voce narrante nella lingua originale è Daniel Craig, doppiato in Italia da Mario Biondi.